# Bonneval-sur-Arc
Bonneval-sur-Arc [bɔnval syʁ aʁk] ist ein Dorf und eine Gemeinde im französischen Département Savoie in der Region Auvergne-Rhône-Alpes. Sie hat 270 Einwohner (Stand 1. Januar 2022) auf einer Fläche von 82,72 km² und ist als eines der Plus beaux villages de France (Schönste Dörfer Frankreichs) klassifiziert.

## Geografie
Bonneval-sur-Arc ist die östlichste Gemeinde des Départements Savoie. Sie ist Teil des Nationalparks Vanoise und liegt auf 1835 Meter im Tal des Arc, der hier durch die Landschaft Maurienne fließt. Die Entfernung beträgt 43 Kilometer vom Bahnhof Modane in nordöstlicher und etwa 30 Kilometer in südsüdöstlicher Richtung von Val-d’Isère. In Bonneval-sur-Arc beginnt auch die seit 1937 existierende Straße zum Col de l’Iseran (mit 2764 Meter über Meer die höchste befahrbare Passstraße Europas), die nach Val-d’Isère führt. Dieser Pass, der öfter in die Streckenführung der Tour de France aufgenommen wurde, verbindet die Landschaft Maurienne mit der Tarentaise.

## Fern- und Weitwanderwege
Bonneval-sur-Arc ist Etappenort an den Fernwanderwegen GR 5 (La grande Traversée des Alpes français) und GR 5E (Chemin du Petit Bonheur).